# George Balint
George Balint (n. 1961- d. 2019) a fost un compozitor, dirijor și muzicolog român.

## Biografie
Nascut pe 11 februarie 1961 la Targoviste, George Balint a studiat compozitia la Conservatorul Bucurestean, la clasa prof. Stefan Niculescu, fiindu-i student lui Iosif Conta la dirijat. Membru al Uniunii Compozitorilor si Muzicologilor din 1987 muzicianul a fost director artistic al Operei Nationale Bucuresti intre 1997 si 2000, devenind dirijor permanent al Teatrului National de Operetă „Ion Dacian” din 2001. George Balint a colaborat cu Rafiodifuziunea Romana intre 2000 si 2002 , realizand emisiunea "Compozitori Romani de la A la Z" la Radio Romania Cultural.
La începuturile carierei sale a lucrat în învățământ, fiind repartizat în urma absolvirii Conservatorului la școala din orașul Lehliu. După 1989 a devenit Consilier în Ministerul Culturii, la Direcția muzică-spectacole.
A desfășurat o intensă activitate componistică, având lucrări camerale, simfonice,  vocal-simfonice, corale și de operă programate în toate edițiile festivalurilor Săptămâna Internațională a Muzicii Noi și Meridian organizate de Uniunea Compozitorilor și Muzicologilor din România și în ultimele patru ediții ale Festivalului Internațional "George Enescu". Opus-urile sale au fost onorate adesea cu premii ale UCMR, precum și cu Premiul „George Enescu” al Academiei Române (2002). 
Pe linie didactică, G. Balint a fost conferențiar la departamentul Arte al Universității din Pitești și profesor asociat la Universitatea de Muzică din București.
A publicat frecvent articole de eseistică și muzicologie, fiind o perioadă editorialistul revistei Actualitatea Muzicală (publicație a UCMR), unde a ocupat funcția de redactor șef. A participat la conferințe și simpozioane, ca muzicolog.
Este semnatarul a două volume de eseistică apărute la Editura Muzicală: Opera Sonoră – niveluri în perspectivă oblică (2015) și Privirea estetică – încercare în contemplarea muzicii (2018).
A fost o prezență activă în viața muzicală românească și internațională atât prin creațiile sale cât și prin prezențele interpretative. A dirijat numeroase spectacole camerale, simfonice, de operetă și de operă. A activat inclusiv ca dirijor de cor. A apărut în postură de pianist în zeci de programe, fie ca solist, fie ca maestru acompaniator, fie ca membru al unor formații. 
În calitate de pianist-compozitor a efectuat un turneu în Statele Unite ale Americii, unde a cântat muzică românească și universală, într-un context academic, la invitația Centrului de Excelență pentru Cercetare Științifică și Proiecte Artistice al UNMB, organizatorul proiectului.
A fost inmormantat la Cimitirul „Viișoara” din Ploiești.
1. ↑  „George Balint – Teatrul Național de Operetă și Musical Ion Dacian”. 3 iulie 2018. Accesat în 21 februarie 2025.